# Temple protestant de Poitiers
Le temple de Poitiers est un lieu de culte protestant situé 5 rue des Écossais à Poitiers. La paroisse est membre de l'Église protestante unie de France.

## Histoire
En 1534, le théologien Jean Calvin, âgé de 25 ans, chassé de Paris par la Sorbonne, se réfugie pendant deux mois dans la ville universitaire de Poitiers. Il y fonde une première communauté. En 1546, le protestant Guillaume Saunier y est brûlé comme hérétique. En 1555, Jean Calvin envoie de Genève un pasteur. En 1561, le second synode national de l’Église réformée de France se tient à Poitiers. 

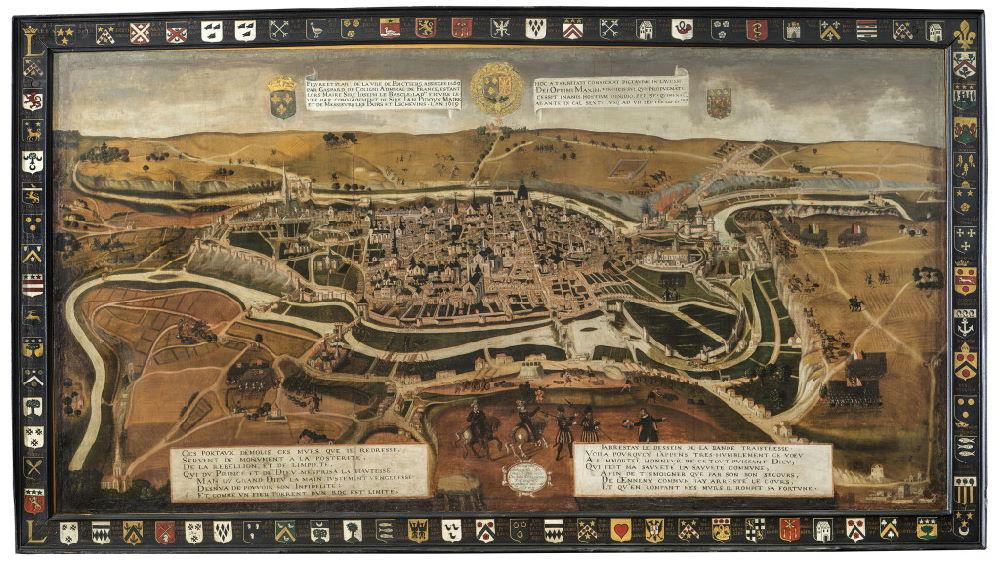
Paysage de la ville de Poitiers en 1569, assiégée par l'armée protestante de Gaspard de Coligny, François Nautré, 1619

La ville subit l'impact des guerres de Religion. Elle est dirigée par les protestants durant 2 mois en 1562. L'amiral Gaspard II de Coligny y conduit un siège en 1569. En 1577 est proclamé l'édit de pacification de Poitiers mettant un terme à la cinquième guerre. Un nouveau temple est construit après la proclamation de l'édit de Nantes en 1598, au lieu-dit des Quatre Piquets, rue Rique Avoine, près de l'actuelle avenue de Nantes. Il est détruit à la révocation en 1685 et la communauté subit les dragonnades,.
Après la Révolution française et la renaissance du culte protestant en 1791, la communauté réformée poitevine se reconstitue lentement. En 1842 arrive le premier pasteur de l'ère contemporaine, puis en 1843 le pasteur Pierre Poupot, qui y officie jusqu'à sa mort en 1863. En 1874 est inauguré un temple néogothique. En 1920 est formée une troupe d'éclaireurs.
Le temple est détruit le 13 juin 1944 durant un bombardement de la ville. Le 3 mai 1951 est inauguré le nouveau temple, en présence du pasteur Marc Boegner, président de la Fédération protestante de France. L'organiste Marie-Louise Girod donne alors un concert. Roland Poupin est pasteur de la paroisse depuis 2012,.